# Abigail Breslin

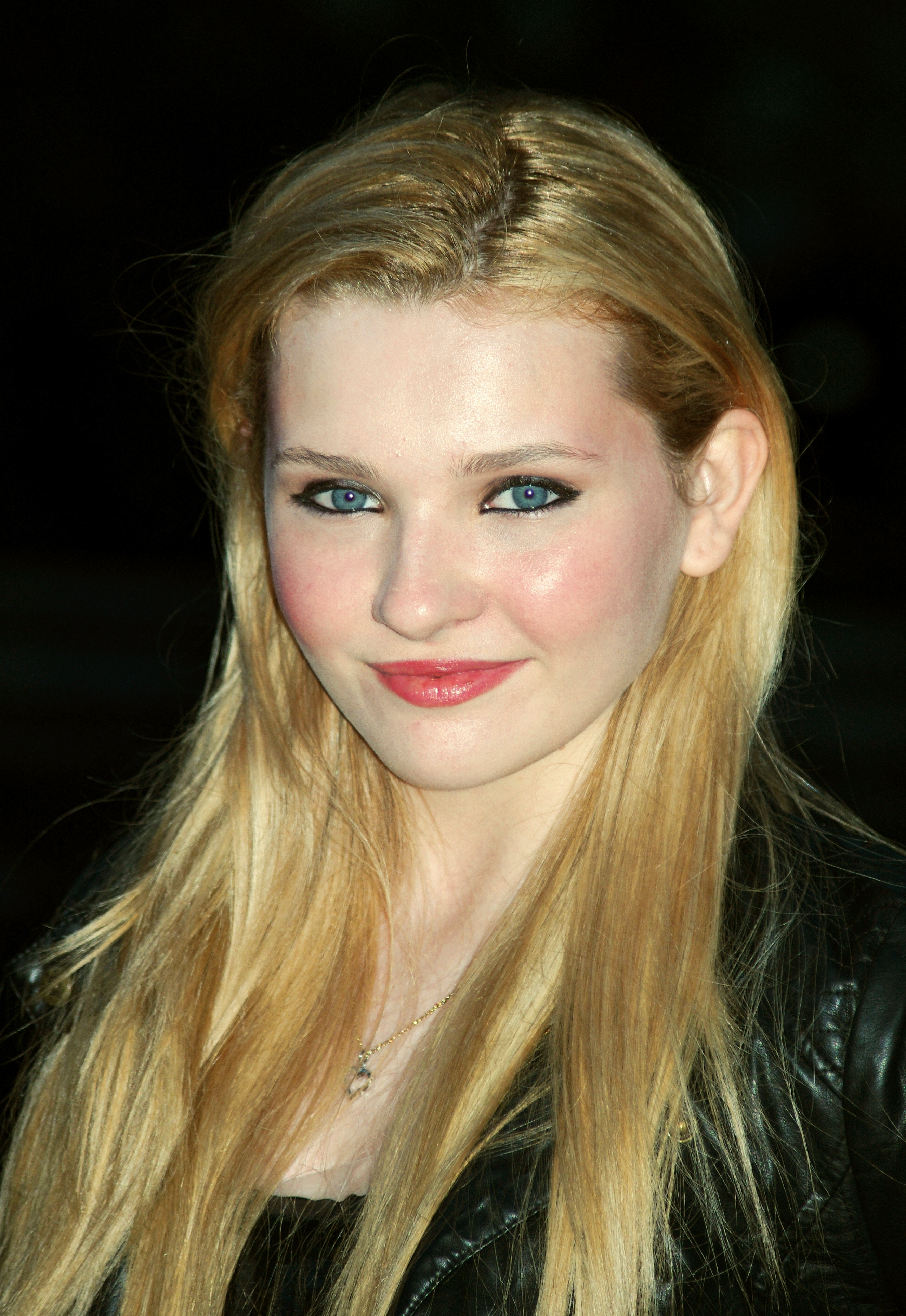
Abigail Breslin w 2011

Abigail Kathleen Breslin (ur. 14 kwietnia 1996 w Nowym Jorku) – amerykańska aktorka. Nominowana w 2007 do Oscara (najlepsza aktorka drugoplanowa) za rolę w filmie Mała miss.

## Życiorys
Zadebiutowała w filmie Znaki Shyamalana, u boku m.in. Mela Gibsona i Joaquina Phoenixa. W kolejnych filmach partnerowała takim aktorom jak Joan Cusack, Anne Hathaway czy John Rhys-Davies.
Mimo porażki (Oscara otrzymała Jennifer Hudson) przeszła do historii jako jedna z najmłodszych aktorek nominowanych do Oscara; w chwili ogłoszenia nominacji miała 10 lat i 9 miesięcy. Młodsze od niej były tylko: Quvenzhané Wallis, Tatum O'Neal (10 lat i 3 miesiące), Mary Badham (10 lat i 4 miesiące) oraz Quinn Cummings (10 lat i 6 miesięcy).

## Wybrana filmografia
- 2002: Znaki jako Bo Hess
- 2002: Siostrzyczki jako Josie (gościnnie)
- 2002: Nocny kurs jako Kayla Adams (gościnnie)
- 2004: Orzeszek jako Ray
- 2004: Prawo i porządek: sekcja specjalna jako Patty Branson (gościnnie)
- 2004: Pamiętnik księżniczki 2: Królewskie zaręczyny jako Carolina
- 2004: Agenci NCIS jako Sandy Watson (gościnnie)
- 2004: Mama na obcasach jako Sarah Davis
- 2004: Keane jako Kira Bedik
- 2005: Mąż na jeden weekend jako Nicole
- 2006: Mała miss jako Olive Hoover
- 2006: Zaklinacz dusz jako Sarah Applewhite (gościnnie)
- 2006: Chirurdzy jako Megan Clover (gościnnie)
- 2006: Bezcenny dar jako Emily Rose
- 2006: Śnięty Mikołaj 3: Uciekający Mikołaj jako Trish
- 2006: Drużyna Buddiego jako Rosebud – głos
- 2007: Życie od kuchni jako Zoe
- 2008: Kit Kittredge: Amerykańska dziewczyna jako Kit
- 2008: Wyspa Nim jako Nim Rusoe
- 2008: Na pewno, być może jako Maya Hayes
- 2009: Zombieland jako Little Rock
- 2009: Bez mojej zgody jako Anna Fitzegarld
- 2010: Quantum Quest: A Cassini Space Odyssey jako Jeana – głos
- 2010: Janie Jones jako Janie Jones
- 2011: Sylwester w Nowym Jorku (New Year's Eve) jako Hailey
- 2011: Rango jako Priscilla – głos
- 2012: Zambezia jako Zoe – głos
- 2013: Istnienie jako Lisa
- 2013: Połączenie jako Casey Welson
- 2013: Sierpień w hrabstwie Osage jako Jean Fordham
- 2013: Gra Endera jako Valentine Wiggin
- 2014: Wicked Blood jako Hannah Lee Baker
- 2014: Siostry (Perfect Sisters) jako Sandra Anderson
- 2014: Maggie jako Maggie
- 2014: Final Girl jako Veronica
- 2015 - 2016: Królowe krzyku jako Chanel numer 5
- 2016: Fear, Inc. jako Jennifer Adams
- 2017: Freak Show jako Lynette
- 2017: Dirty Dancing film TV, reż Wayne Blair
- 2019: Zombieland: Kulki w łeb jako Little Rock